# Rustmester
Rustmester er en tidligere embedsmandstitel i det danske artilleri, der holdt regnskab med og forvaltede rustkammerets (arsenalets) beholdninger af våben m.m. Rustmesteren var også bestyrer af statens geværfabrik.

## Rustmester
Ufuldstændig liste
- 1657-ukendt: Jacob Jensen Nordmand (1616-1695)[1]
- 1759-1775: Valentin Marr (1696-1786)
- 1775-1792 : Johan Ludvig Ernst Marr (1736-1792)[2]
- 1792-ukendt: Christian Wilcken Kyhl (1762-1827)
- 1814-ukendt: Ole Bronn (1759-1844)[3]
- 1861-1883: Georg Christensen (1819-1883)
- 1883-1908: Alexander Bjarnov (1838-1912)
- 1909-ukendt: Johan Stöckel (1867-1959)